# Lerkendal (przystanek kolejowy)
Lerkendal – kolejowy przystanek osobowy w Lerkendal, w okręgu Trøndelag w Norwegii, jest oddalony od Trondheim o 4,66 km.

## Ruch pasażerski
Należy do linii Stavnebanen, Jest elementem kolei aglomeracyjnej w Trondheim i obsługuje lokalny ruch do Trondheim S i Steinkjer. Jest jednym z końcowych przystanków kolei aglomeracyjnej. W ciągu dnia odchodzi z niej ok. 20 pociągów.

## Obsługa pasażerów
Wiata, parking, parking dla rowerów. Odprawa podróżnych odbywa się w pociągu.